# Kantele

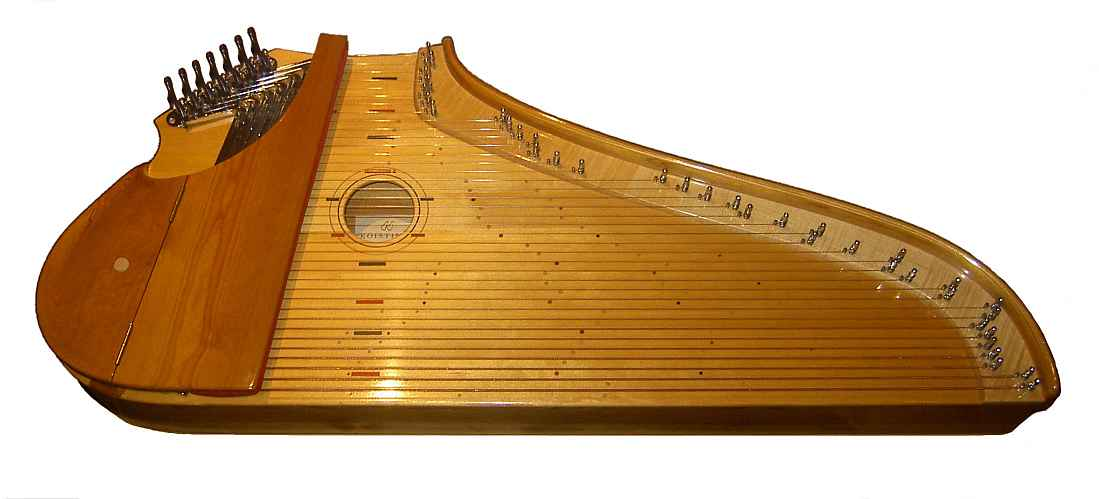
38-strunowe koncertowe kantele firmy Koistinen

Kantele – fiński ludowy instrument muzyczny z grupy chordofonów szarpanych, występujący również pod innymi nazwami w północno-zachodnich rejonach Rosji i niektórych krajach bałtyckich.

## Budowa
Kantele jest odmianą cytry o płaskim, najczęściej trapezoidalnym korpusie z drewna brzozowego lub topolowego. Wzdłuż niego rozpięte jest od 5 do nawet około 40 strun. Ich liczba ma bezpośredni wpływ na możliwości techniczne instrumentu oraz stopień trudności techniki gry. 

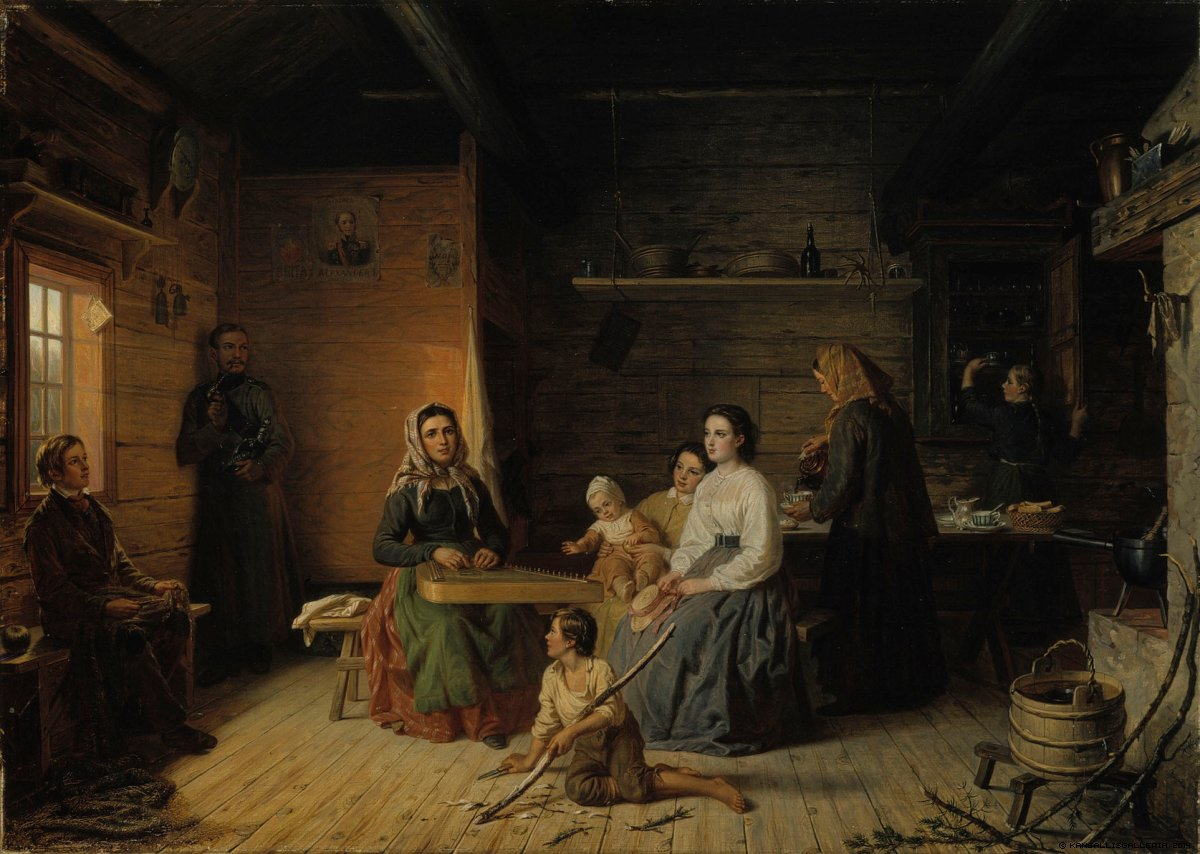
Obraz aut. Kreety Haapasalo „Gra na kantele w chłopskiej chacie”

Najprostsze, pięciostrunowe kantele, standardowo strojone w tonacji D-dur (D,E,F#,G,A), mimo swej prostoty z powodzeniem wykorzystywane jest w fińskiej muzyce ludowej. Natomiast kantele 36-strunowe, chromatyczne, obejmujące 3 pełne oktawy jest już instrumentem całkowicie profesjonalnym.

## Historia i tradycja
W ojczystej Finlandii kantele jest uznawane za symbol narodowy. Mityczne powstanie instrumentu opisuje epopeja ludowa Kalevala. Według niej wynalazcą kantele był heros Väinämöinen. Do budowy korpusu użył kości renifera, na szczękach szczupaka umocował struny, które z kolei pochodziły z ogona konia należącego do demona Hiisi.
Uważane za jeden z najstarszych instrumentów strunowych w Europie.
Tradycja gry na kantele jest wciąż żywa, a nawet można mówić o renesansie popularności tego instrumentu, związanym z falą zainteresowania muzyką etniczną.